# Hea Hoa Hoa Hea Hea Hoa
Albums de Feeling B
Wir kriegen euch alle
(1991)
Hea Hoa Hoa Hea Hea Hoa est le premier album du groupe de punk rock allemand Feeling B. Il s'agit d'un album LP, sorti en 1989.

## Liste des pistes
1. Artig - 2:26
2. Kim Wilde - 2:52
3. Mix mir einen Drink - 3:57
4. Am Horizont - 3:34
5. Frusti, machs gut - 2:27
6. Geh zurück in dein Buch - 3:55
7. Lied von der unruhevollen Jugend - 4:16 (avec Till Lindemann au chant)
8. Ohne Bewußtsein - 3:13
9. Alles ist so unheimlich dufte - 3:00
10. Du wirst den Gipfel nie erreichen - 4:01
11. Tschaka - 3:01
12. Ich weiß nicht was soll es bedeuten - 3:09

Bonus tracks
1. Du findest keine Ruh - 4:10
2. Artig (version longue) - 3:15
3. Mix - 0:31
4. Trance - 3:50
5. Der Klavierspieler - 4:26

- Lied von der unruhevollen Jugend est un hymne russe que le groupe a joué en live avec Rammstein.